# Дан отворених врата САНУ
Дан отворених врата САНУ  једна је од културних активности у Српској академији наука и уметности, која се од априла 2017. године, организује једном недељно (средом).

## Намена
Дан отворених врата САНУ је активност првенствено  намењена ученицима основних и средњих школа, у циљу њиховог упознавања са Српском академијом наука и уметности, и то:
- њеним оснивањем,
- друштвеном улогом и значајем,
- историјатом зграде,
- Уметничком збирком САНУ,
- научницима и уметницима који су у последњих 176 година били њени чланови.

Програм обиласка се прилагођава узрасту и специфичним интересовањима сваке групе ученика посебно, а води их Наташа Васић, сарадница САНУ.

## Значај
Организовани обиласци Српске академије наука и уметности имају вишеструку важност за млађе  генерације која се огледа кроз:
- упознавање школеске деце и младих са значајем, историјом и улогом Српске академије наука и уметности
- добар начин да се деци и младима пружи целовитија слика о САНУ, као највишој научној и уметничкој  институцији у Републици Србији.
- добру прилику да основци и средњошколци прошире знање стечено у оквиру просветног система, повезујући информације добијене у САНУ о нашим научницима и уметницима и њиховим великим делима са школским градивом.

## План обиласка
Током Дана отворених врата САНУ групе од по 25 ученика обилазе следеће просторе:
- Свечану салу,
- Архив и Библиотеку САНУ,
- спомен-собе Бранка Ћопића, Милутина Миланковића и Марка Ристића,
- Легат Олге Јеврић,
- Галерију САНУ,
- Галерију науке и технике САНУ.

## Информације за посетиоце
Обиласци се организују сваке среде и трају око сат и петнаест минута.
Посета је бесплатна, а сви заинтересовани за овај програм могу се пријавити на мејл САНУ.